# Discovering the Waterfront
Discovering the Waterfront è il secondo album in studio dei Silverstein, uscito nel 2005. Dopo essersi fatti conoscere nella scena con l'album di debutto When Broken Is Easily Fixed, con quest'album la band ottiene il maggiore successo della carriera, grazie anche ai singoli My Heroine e Smile in Your Sleep.

## Il disco
I fan si aspettavano che il quintetto canadese, dopo l'album di esordio, sarebbero caduti nella commercialità, cosa che non è avvenuta. Discovering the Waterfront presenta 11 tracce, alcune più melodiche, stile Hawthorne Heights, altre più dure e urlate, stile Underoath. Ognuna di esse però risulta particolare e diversa dalle altre.
Originariamente, i Silverstein dovevano registrare con il produttore David Bendeth, allora poco conosciuto, ma poi optarono per Cameron Webb che gli era stato consigliato da Darren Toms, batterista dei The Hurt Process, band con la quale erano stati in tour a inizio 2005. Si tratta della prima volta che la band registra lontano da casa. Nella sala di registrazione accanto, i Bon Jovi stavano registrando Have a Nice Day.

## Artwork
L'artwork è stato affidato all'artista canadese Martin Wittfooth, che ha realizzato una serie di disegni in linea con il tema e i toni dell'album. Come spiega Shane Told, "Volevamo che l'artwork raccontasse la storia di qualcuno che lottava per decidere verso che direzione indirizzare la propria vita, se restare in un posto conosciuto, rappresentato dalla città scura sullo sfondo, o andare in acqua, dove il suo destino è sconosciuto. L'acqua nel disegno sembra scorrere verso l'oblio, è una metafora che simboleggia la paura del cambiamento. Il protagonista dei disegni trova un messaggio in una bottiglia, e questo gli dà la possibilità di cercare di raggiungere un posto migliore".

## Canzoni

### Your Sword vs. My Dagger
Il titolo è una metafora, dato che nel testo si parla di una relazione in cui entrambe le persone non sono fedeli l'una all'altra, ma una di loro (la spada) lo è in modo più "pesante" rispetto all'altra (il pugnale). In alcuni store digitali, la canzone è elencata come My Dagger vs. Your Sword a causa di un errore nel processo di registrazione dati da parte della Victory Records.

### Smile in Your Sleep
È il primo singolo estratto dall'album ed è tuttora una delle canzoni più note dei Silverstein. Come dichiarato da Shane: "La prima volta che siamo andati nel Regno Unito il jet lag si è fatto davvero sentire e sono crollato appena ho toccato il letto. Ho dormito tipo 14 ore e ho fatto i sogni più strani e contorti. Mi sono svegliato e non avevo la minima idea di dove fossi e pensavo letteralmente che avevo ucciso qualcuno. È di questo che parla la canzone." Nel testo, si allude all'uccisione della ragazza nella frase "you were gravely mistaken", che letteralmente significa "avevi profondamente torto", ma in cui si gioca sul significato di "grave", che vuol dire anche "tomba". Il video è ispirato al gioco da tavolo Cluedo ed è stato girato nella stessa villa dove è stato girato il film Billy Madison.

### Discovering the Waterfront
Title track e secondo singolo estratto dall'album. Compare una parte di violino affidata al violinista degli Yellowcard Sean Mackin. Le due band si erano conosciute durante il Warped Tour 2004 ed il produttore stesso Cameron Webb era amico del chitarrista degli Yellowcard Benjamin Harper, che ha parlato a Sean della proposta; inoltre Sean abitava a Los Angeles, dove i Silverstein stavano registrando l'album.

### My Heroine
Si tratta della canzone più conosciuta della band, ed ha in gran parte contribuito alla fama dei Silverstein. Il testo parla dell'ex ragazzo di un'amica di Shane, che era finito nel tunnel della droga. Il cantante ha detto che gli ci sono voluti quasi due anni per terminare del tutto la canzone, di cui ha concepito tutte le parti per ogni strumento (batteria compresa). Il video è girato in una scuola elementare abbandonata a Toronto.

### Always and Never
La canzone è stata l'ultima ad essere completata, ed originariamente non doveva essere nemmeno inclusa nell'album perché mancava il testo e c'erano troppi tempi diversi che non si accordavano; in seguito, Shane ha deciso di cambiare le parti melodiche con delle parti in scream e la nuova versione, giudicata migliore, è stata aggiunta all'album.

### Already Dead
La canzone presenta dei richiami al libro Amabili resti di Alice Sebold, che Shane aveva letto in quel periodo

### Three Hours Back
È stata la prima canzone scritta per l'album, mentre la band era in tour con i Senses Fail negli Stati Uniti. Il testo riguarda appunto l'essere in tour e sentire la mancanza degli amici e della famiglia. Il titolo richiama la differenza di tre ore che c'è fra l'orario della California e quello di Toronto.

### Call It Karma
Come raccontato da Shane, fino a due giorni prima dell'inizio delle registrazioni per le parti vocali, non aveva ancora scritto alcuna riga del testo di questa canzone, che era per il resto già completa al 100%. Così quella sera invece di uscire col resto della band è rimasto nell'appartamento in comune, si è sdraiato nell'armadio che usava come letto ed ha scritto la maggior parte del testo di getto a partire da un'idea che gli era venuta in mente poco prima. Il titolo invece deriva dalla scritta trovata davanti ad un parcheggio (in alcuni posti ogni singolo parcheggio per auto ha un motto, una scritta o una breve frase al posto della linea di delimitazione), che recitava appunto "Call it karma". Il significato del testo è stato così spiegato sempre da Shane: "La canzone ha un doppio significato. In parte parla di quando si è in tour con la band e non si è sicuri che quello sia veramente ciò che si vuole, e in parte di una relazione che allo stesso modo non si è sicuri di volere per davvero. Nella parte finale si mette fine ad entrambe le cose, ovviamente solo in forma teorica." Shane ha anche dichiarato di credere nel karma.

## Tracce
1. Your Sword Versus My Dagger – 3:00
2. Smile in Your Sleep – 3:13
3. The Ides of March – 3:29
4. Fist Wrapped in Blood – 2:58
5. Discovering the Waterfront – 4:45
6. Defend You – 3:28
7. My Heroine – 3:27
8. Always and Never – 3:51
9. Already Dead – 3:17
10. Three Hours Back – 3:36
11. Call It Karma – 4:14

Traccia bonus nella ristampa
1. Rodeo Clown - 2:03 (Lifetime)

## Formazione
- Shane Told - voce, scream
- Neil Boshart - chitarra
- Josh Bradford - chitarra
- Bill Hamilton - basso
- Paul Koehler - batteria
- Sean Mackin - violino in Discovering the Waterfront

## Classifiche
L'album raggiunge la 34ª posizione nella Billboard 200; nelle altre classifiche si afferma al 3º posto fra gli album indipendenti, classifica in cui resta per un record (per la band) di 34 settimane.
| Classifica                | Posizione |
| ------------------------- | --------- |
| Stati Uniti               | 34        |
| Stati Uniti (independent) | 3         |